# Wattigué
Pour l’article ayant un titre homophone, voir Ouattigué.
Wattigué est une localité située dans le département de Zimtenga dans la province du Bam de la région Centre-Nord au Burkina Faso. 